# Stefan Zaleski

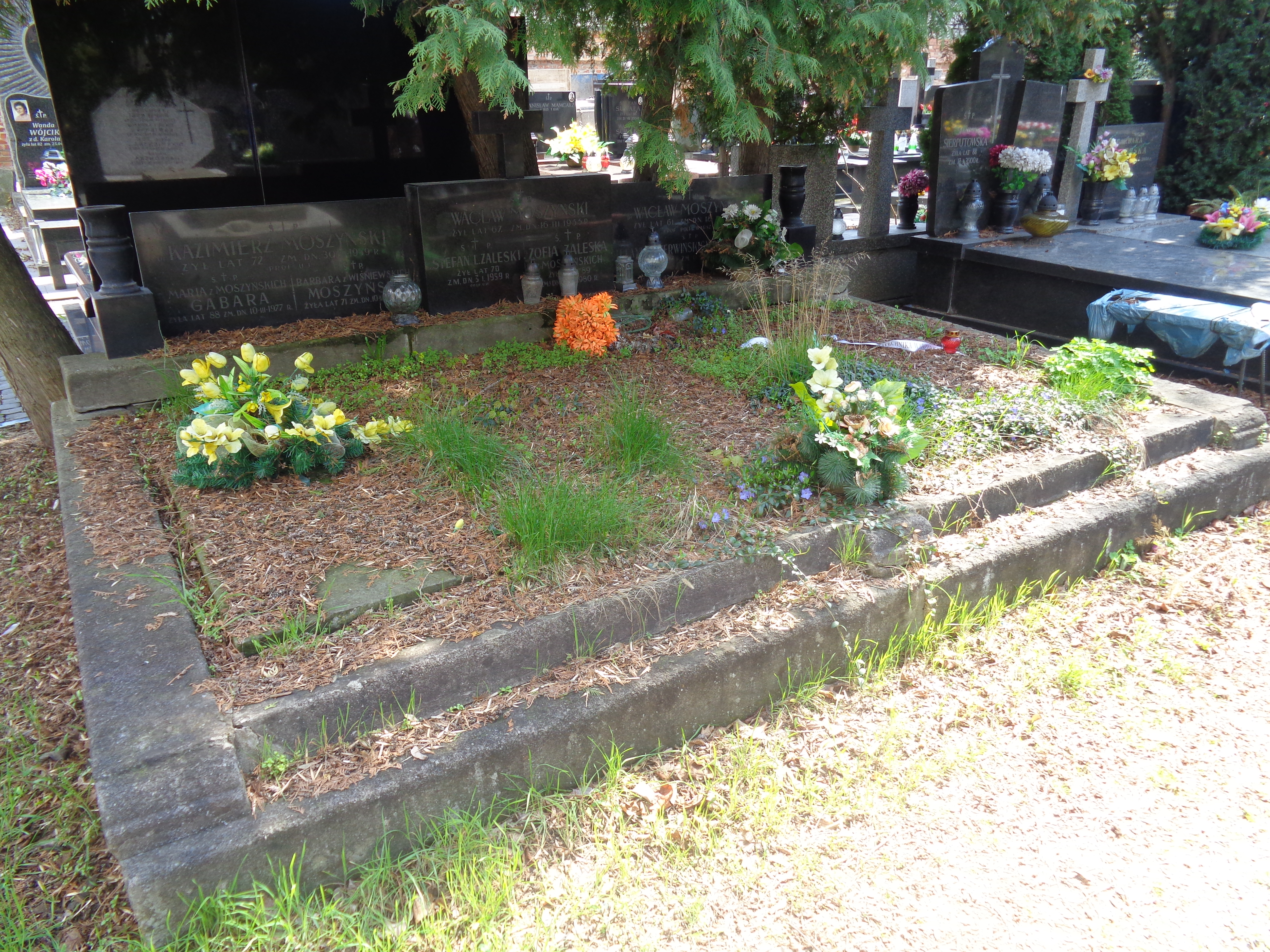
Grób Stefana Zaleskiego na Cmentarzu Bródnowskim

Stefan Zaleski herbu Lubicz (ur. 30 maja 1888 w Kłonowcu-Koraczu, zm. 3 stycznia 1959 w Warszawie) – polski ekonomista, profesor Uniwersytetu Poznańskiego i Uniwersytetu Warszawskiego.

## Życiorys
Syn Zofii z Arkuszewskich i Piotra Zaleskiego. Młodszy brat Zygmunta Zaleskiego, historyka literatury.
Ukończył szkołę średnią w Radomiu w 1908 i rozpoczął studia na Uniwersytecie Genewskim, które ukończył w 1912 ze stopniem licencié des sciences sociales (mention – économie politique). Następnie przez rok studiował w Paryżu w École de droit oraz w École des Études Hautes Sociales.
W 1915 był w Lozannie redaktorem działu ekonomicznego i demograficznego Encyclopaédie Polonaise, do której napisał tom II i znaczną część tomu III. W 1920 na Wydziale Prawno-Ekonomicznym Uniwersytetu Poznańskiego uzyskał stopień doktora, a w 1925 habilitację. Od 1 października tego roku był profesorem nadzwyczajnym na tym wydziale.
Był członkiem polskiej delegacji do Komisji Ekonomicznej Konferencji Pokojowej w Paryżu w 1919, gdzie brał udział w pracach podkomisji do spraw ceł i traktatów ekonomicznych. W latach 1926–1928 był członkiem Komisji Ekspertów ds. Skarbowych Ligi Narodów. Był dziekanem Wydziału Prawno-Ekonomicznego Uniwersytetu Poznańskiego w latach 1929–1931. Prowadził na nim wykłady ze skarbowości i prawa skarbowego oraz z ekonomii, współpracując naukowo z Edwardem Taylorem.
W 1938 został profesorem zwyczajnym na Wydziale Prawa Uniwersytetu Warszawskiego, gdzie objął Katedrę Ekonomii Politycznej. Podczas okupacji niemieckiej był dziekanem Wydziału Ekonomicznego tajnego Uniwersytetu Ziem Zachodnich, a po aresztowaniu Romana Rybarskiego prodziekanem tajnego Wydziału Prawa UW.
W 1945 objął kierownictwo Wydziału Prawa Uniwersytetu Warszawskiego jako prodziekan, a w maju tego roku został wybrany dziekanem. Od września 1946 przez rok był prorektorem Uniwersytetu Warszawskiego. W ramach represji ze strony władz komunistycznych został pozbawiony prawa wykładania i egzaminowania z ekonomii politycznej i historii doktryn ekonomicznych w 1949, choć mógł wykładać statystykę i demografię dla innych wydziałów. W 1953 został przeniesiony na nowo powstały Wydział Nauk Ekonomicznych.
Stefan Zaleski był członkiem zwyczajnym Poznańskiego Towarzystwa Przyjaciół Nauk od 1921, założycielem i wiceprezesem (w latach 1946–1948) Polskiego Towarzystwa Ekonomicznego, członkiem Towarzystwa Naukowego Warszawskiego oraz członkiem korespondentem Polskiej Akademii Umiejętności (od 1950).
Zmarł na zawał serca 3 stycznia 1959 w Warszawie. Pochowany został w grobowcu rodzinnym na cmentarzu Bródnowskim w Warszawie (kw. 2C, rząd IV, grób 29-31).

## Wybrane publikacje
- Démographie génerale de la Pologne (1920)
- Prawo skarbowe Rzeczypospolitej Polskiej (1923–1924)
- Idea słusznej płacy (1925, habilitacja)
- Istota i rozwój naukowej organizacji pracy (1928)
- Wpływ maszyn na bezrobocie wg poglądów ekonomistów XIX wieku (1935)
- Wpływ postępu technicznego na bezrobocie (1937)
- Organizacja naukowa (1939)
- Teoria i polityka płac (1939)